# Округ Пшеворск
О́круг Пшево́рск (нем. Bezirk Przeworsk, Пшево́рский уе́зд, пол. Powiat przeworski) — административная единица коронной земли Королевства Галиции и Лодомерии в составе Австро-Венгрии, существовавшая в 1856—1918 годах. Административный центр — Пшеворск.
Образован 1 ноября 1899 года выделением части территории округа Ланьцут
В течение 1915 года уезд входил в состав Перемышльской губернии, образованной на занятой русскими войсками территории Австро-Венгрии.
После Первой мировой войны округ вместе со всей Галицией отошёл к Польше.